# Distrito de Santa Isabel
El distrito de Santa Isabel es una de las divisiones que conforma la provincia de Colón, situado en la República de Panamá.

## División político-administrativa
Está conformado por ocho corregimientos:
- Palenque
- Cuango
- Miramar
- Nombre de Dios
- Palmira
- Playa Chiquita
- Santa Isabel
- Viento Frío